# Эйпен (футбольный клуб)
«Э́йпен» (нем. Königliche Allgemeine Sportvereinigung Eupen) — бельгийский футбольный клуб из одноимённого города, выступающий во втором по значимости дивизионе Бельгии, Челленджер Про Лиге. Домашние матчи проводит на стадионе «Кервег», вмещающем 8 360 зрителей.

## История
Клуб создан 9 июля 1945 года, путём слияния клубов Югенд Эйпен и ФК Эйпен 1920. В сезоне 2010/11 клуб впервые в своей истории принял участие в высшем дивизионе чемпионата Бельгии. В 2012 году клуб был выкуплен правительством Катара и их корпорацией Aspire Zone (также известна как «Доха Спортс Сити»), которая также владеет футбольным клубом «Пари Сен-Жермен».
В 2016 году клуб вернулся в высший дивизион Бельгии, где провёл 8 сезонов и вылетел в Челленджер Про Лигу по итогам сезона 2023/24.